# Nicolás Valle Morea
Nicolás Valle Morea (Acehúche, província de Càceres, Extremadura, 25 de gener de 1964) és un periodista i corresponsal de guerra extremeny.
Es va llicenciar en periodisme a la Facultat de Ciències de la Informació de la Universitat Autònoma de Barcelona (1987) i va obtenir aquest mateix any el títol oficial de realitzador de dramàtics en l'Institut Oficial de Ràdio Televisió, dependent de l'ens autònom RTVE. Ha impartit classes a la Universitat Pompeu Fabra i en l'actualitat és professor de periodisme internacional a la Universitat Internacional de Catalunya. Va dirigir la primera revista en format videotex d'Espanya, un encàrrec de la conselleria d'Educació de la Generalitat de Catalunya. El 1989 va accedir a la secció d'internacional del diari Avui i el 1990 es va incorporar a la mateixa secció en els serveis informatius de Televisió de Catalunya. Va ser el fundador de la revista Belsana sobre dialectologia extremenya, escrit en extremeny. És membre d'honor de l'Associació Cultural Patrimoni Lingüístic Extremeny.
Ha cobert diversos conflictes bèl·lics i múltiples esdeveniments de l'escena internacional de les últimes tres dècades, com la guerra de Bòsnia i Hercegovina, el conflicte civil d'Algèria (1995), la guerra de Kosovo (1998), el conflicte del Sàhara Occidental (1989-2002), la guerra de l'Afganistan (2001-2002), l'atac israelià al Líban (2006), la guerra de Geòrgia (2008), la revolta popular a Tunísia (2011), la guerra civil líbia (2011), la revolta popular de Taksim a Instanbul, l'annexió de Crimea per part de Rússia (2014) i la guerra a l'est d'Ucraïna.

## Llibres
- Secrets de guerra (2012), que narra la seva experiència com a corresponsal de guerra.
- Ubuntu, Estimada terra africana (2008), que narra vivències dels seus viatges per tot el continent africà
- Coautor d'El món en un minut i mig (2000)
- Coautor de Llengües ignorades, sobre llengües i dialectes de la península Ibèrica.